# 李常在 (雍正帝)
李常在，出身不詳，清朝雍正帝之常在，葬於泰陵妃園寢:353。

## 生平
目前並不清楚李常在是在何時、以何方式被雍正帝收為後宮主位。雍正元年二月十四日，雍正帝下旨曰：「奉太后額娘懿旨，年氏側福晉封為貴妃，李氏側福晉、錢氏格格封為妃，宋氏格格、耿氏格格封為嬪」，沒有李常在之名，似乎表明她並非雍正帝潛邸時的侍妾。雍正九年正月至十二月，當時雍正帝位下有兩位後宮以「李」字作為稱號，即李貴人與李答應，李貴人在五位貴人（依次為老貴人、郭貴人、李貴人、劉貴人、安貴人）中排行第三，而李答應的排序則先於另外一位答應常答應。這位李答應可能即為李常在，李氏應該在雍正十年至雍正十三年期間晉升為李常在。雍正十三年年底，當時仍在世的雍正帝常在有四位，依次為李常在、馬常在、春常在與吉常在，李常在排在第一位。乾隆五十年之後，李常在去世，奉安泰陵妃園寢:353。